# Xysticus indiligens
Xysticus indiligens är en spindelart som först beskrevs av Charles Athanase Walckenaer 1837.  Xysticus indiligens ingår i släktet Xysticus och familjen krabbspindlar. Inga underarter finns listade i Catalogue of Life.